# Ракетные катера проекта 205
Ракетные катера проекта 205 «Москит», по классификации НАТО — Osa class missile boat — серия советских ракетных катеров.
Проект кораблей (катеров) военно-морского флота вооружённых сил Союза ССР.
Названы катера в честь москита — насекомого из подсемейства комплекса гнуса.
На 2020 год катера эксплуатируют: Куба, Египет, Сирия.

## Разработка

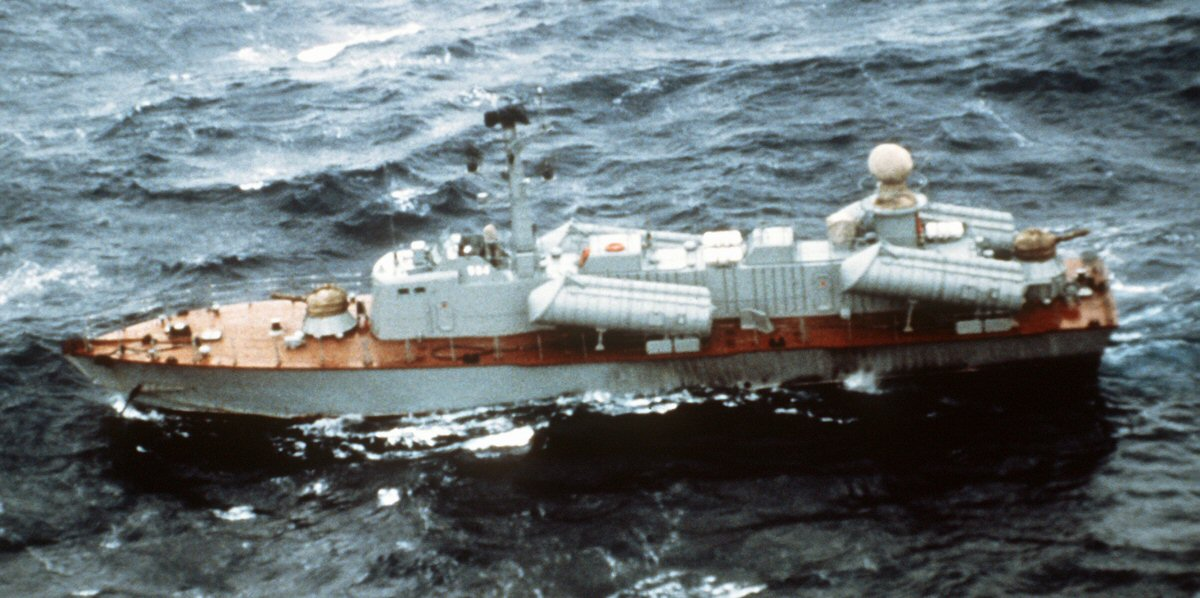
Ракетный катер проекта 205У, 1982 год

Проект разработан в ЦКБ «Алмаз» по тактико-техническому заданию (ТТЗ) ВС СССР 1956 года. Главный конструктор Е. И. Юхнин. От производившихся ранее катеров проекта 183Р новые катера отличались стальным корпусом (унифицированным с торпедными катерами проекта 206), усиленным вооружением и повышенной мореходностью.
Интересной особенностью конструкции катера являются скругленные формы надстроек и специфическая форма палубы, обеспечивающие улучшенный смыв в случае радиоактивного загрязнения. Также были использованы уникальные 42-цилиндровые 6-рядные звездообразные дизели М503 Ленинградского машиностроительного завода имени Ворошилова.
Является логическим продолжением серии проекта 183Р «Комар».
Головной ракетный катер проекта 205 шифр «Москит» вошёл в состав ВМФ СССР в 1960 году. Эти корабли строились большой серией вплоть до 1970 года.
В 1961 году в СКБ-5 был разработан проект катера 205У. Вооружался усовершенствованной ракетой П-15У, крыло которой стало автоматически раскрываться при вылете из контейнера. Вооружение также включало две спаренные 30-мм автоматические артиллерийские установки АК-230 и системы их управления.
Также в середине 1960-х годов на базе корпуса катеров проекта 205 ЦКБ «Алмаз» был разработан патрульный катер проекта 205П.

## Польша

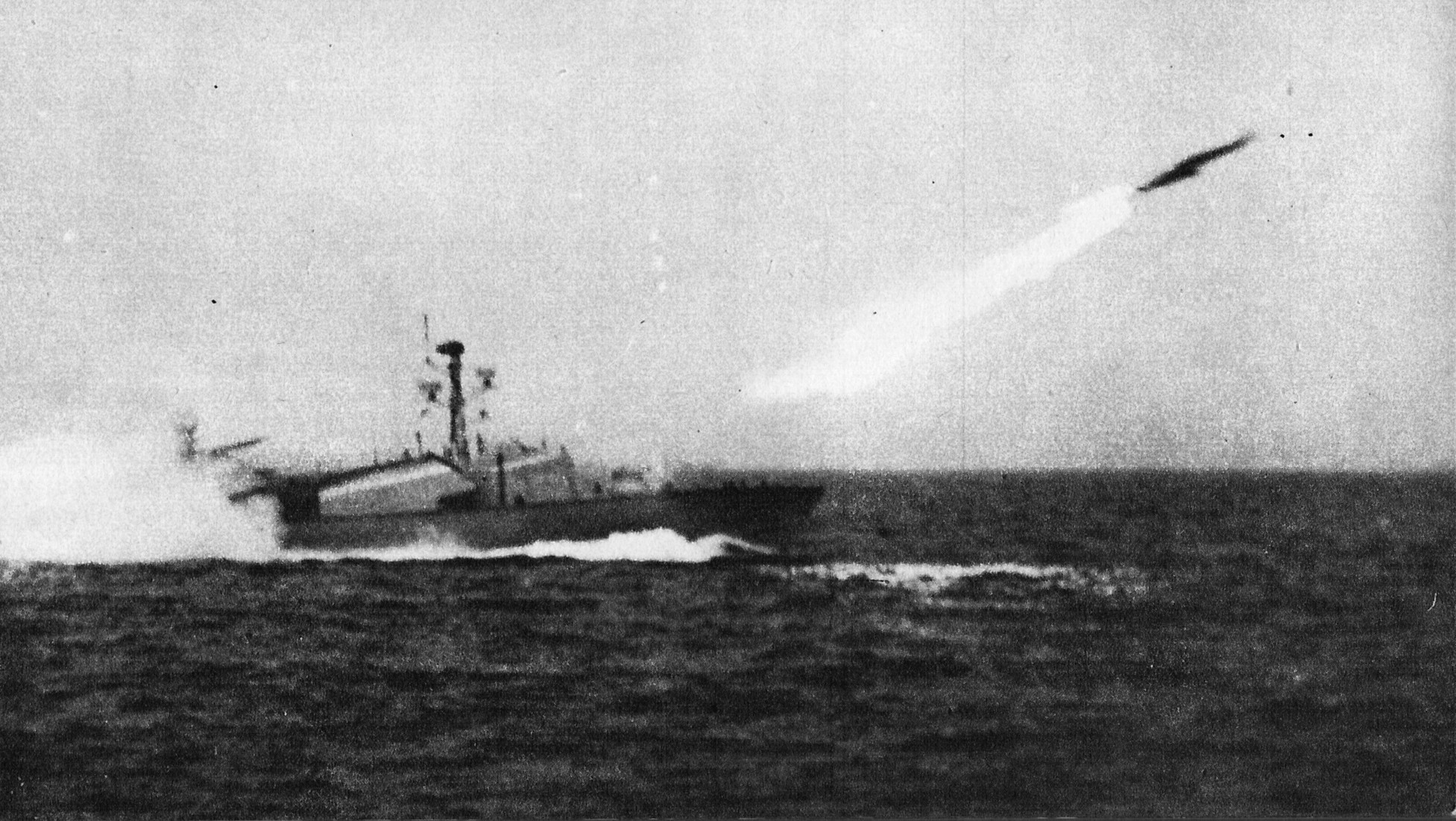
Запуск ракеты с борта ракетного катера проекта 205 ВМС Польши

Катера проекта 205 состояли на вооружении военно-морских сил Польской Народной Республики, а также входили в состав морской бригады пограничных кораблей Войск охраны пограничья (с 1971 года в составе ВМС Польши). В частности, в бригаде несли службу OP-301 Gdynia, OP-302 Szczecin и OP-303 Elbląg”.

## Индо-пакистанская война 1971 года
В середине 1971 года индийские ВМС получили 8 ракетных катеров проекта 205: «Винаш», «Видьят», «Виджета», «Веер», «Ниргхат», «Ниргхит», «Нашак» и «Нипат». Катера находились в составе 25-й эскадры ВМС Индии в военно-морской базе в Бомбее.
2 декабря возле морской базы в Охе пакистанский бомбардировщик B-57 безуспешно пытался атаковать индийскую «Осу».
В ночь с 4 на 5 декабря индийские ВМС с участием катеров проекта 205 провели операцию «Трайдент». Для атаки на главную военно-морскую базу Пакистана Карачи отводились ракетные катера «Нипат», «Ниргхат» и «Веер», под прикрытием двух фрегатов и одного танкера.
Первым начал атаку «Ниргхат» 2 ракетами П-15 с интервалом 5 минут поразив пакистанский эсминец PNS Khaibar (водоизмещение 2315/3290 тонн). Вторая ракета вызвала детонацию боеприпасов эсминца и через 45 минут корабль затонул, погибло 222 из 268 пакистанских моряков.
Ракетный катер «Нипат» поразил 1 ракетой П-15 зарегистрированный в Либерии транспортный корабль SS Venus Challenger (валовая вместимость 10190 брт), перевозивший американские боеприпасы из Сайгона в Пакистан. Попадание привело к детонации снарядов, мощный взрыв сотряс Карачи, корабль развалился на 2 части и уже через 8 минут полностью скрылся под водой. Все 33 китайских, американских и пакистанских моряков, находившихся на борту погибли. Второй ракетой индийский катер уничтожил пакистанский эсминец Shah Jahan (DD-962) (водоизмещение 1710 тонн). Весь командирский состав эсминца погиб, корабль полностью сгорел, не затонул и был пущен на слом.
Ракетный катер «Веер» 1 ракетой П-15 потопил пакистанский тральщик Muhafiz (водоизмещение 360 тонн), погибло 33 из 53 пакистанских моряков. Ещё 2 ракеты индийский катер выпустил по нефтехранилищам на берегу, 1 ракета попала в цель вызвав огромные пожары в порту.
Все индийские ракетные катера без потерь вернулись в свой порт. Удар по Карачи пакистанцы сначала восприняли как авианалёт, и во время операции пакистанские зенитные орудия всю ночь вели заградительный огонь по «индийским самолётам». На следующий день для операции по спасению выживших с эсминца Khaibar был отправлен пакистанский фрегат PNS Zulfiqar. Пакистанские самолёты F-86 «Сейбр» приняли фрегат за индийский ракетный катер и выпустили по нему 900 пушечных снарядов. Фрегат получил значительные повреждения, множество пакистанских моряков было убито и ранено.
В ночь с 8 на 9 декабря индийские ВМС провели операцию «Питон», в ходе которой удар по Карачи наносил всего один ракетный катер «Винаш» (под прикрытием двух фрегатов).
При приближении на 22 километра «Винаш» выпустил все 4 ракеты П-15, первая ракета попала в нефтеперерабатывающий завод на берегу. Огонь от горящих нефтехранилищ осветил Карачи. Пакистанцы восприняли атаку как авианалёт. Через 6 минут пакистанские зенитные орудия открыли заградительный огонь над Карачи. Снаряды пакистанских крупнокалиберных орудий пакистанского корабля «Гималая» в темноте были похожи на летящие ракеты и пакистанские зенитчики других орудий начали пытаться их сбить. В порту начался настоящий хаос. Вторая ракета индийского катера попала в панамский танкер MV Gulf Star (валовая вместимость 1280 брт), попадание вызвало детонацию топлива и корабль практически сразу затонул. Третья ракета попала в британский транспортный корабль SS Harmattan (вместимость 10411 БРТ)), 7 британских моряков было убито и 6 ранено, корабль сгорел. Обломками взрывающегося корабля был засыпан пакистанский тральщик Munsif. Четвёртая ракета попала в танкер ВМС Пакистана Dacca (водоизмещение 5532/21880 тонн). Корабль сгорел и позднее пущен на слом. Кроме этого два транспортных корабля стоявших возле этих кораблей получили значительные повреждения от близких разрывов ракет. Береговая и противовоздушная оборона порта пыталась оказать сопротивление индийцам, в результате огнём пакистанских орудий был случайно сожжен греческий сухогруз MV Zoe (вместимость 1266 БРТ, везший товары в Пакистан. Пакистанский патрульный катер ведя огонь в сторону индийского катера случайно прострелил борт британскому торговому судну Eucadia. Индийцы вернулись без потерь.
В результате двух операций индийские ракетные катера «Оса» нанесли очень значительные разрушения военно-морской базе Пакистана Карачи. Было уничтожено 7 крупных кораблей, ещё 2 своих корабля поразили пакистанцы, было уничтожено 12 из 34 крупных нефтехранилищ. Порт горел ещё около 7 дней. Экономические потери только нефтеперерабатывающего завода составили около 3 миллиардов долларов. Полное количество погибших неизвестно, только в ночь с 4 на 5 декабря погибло и было ранено 720 пакистанских моряков (из них убито более 500), неизвестное количество было убито китайцев и американцев. Неизвестное количество пакистанцев погибло на «Зульфикаре» 6 декабря. Много пакистанцев, а также иностранцев, погибло в ночь с 8 на 9 декабря. Индийцы в этих атаках, как говорилось выше, пострадавших не имели.

## Война Судного дня (1973)
Задействованные силы
Участвовали в боевых действиях в арабо-израильской войне 1973 года.
Перед войной Египет имел 19 ракетных катеров: 8 пр.205 (301, 312, 323, 341, 356, 378, 389 и 390)) и 11 пр.283р. Сирия имела 8 ракетных катеров: 2 пр.205 (21 и 22) и 6 пр.183р. Израиль имел 13 ракетных катеров «Саар».
В бою
6 октября, в первый день войны в ходе морского боя возле Латакии один сирийский катер проекта 205 был потоплен двумя попаданиями ПКР Gabriel, выпущенных израильскими ракетными катерами «Саар».
В этот же день пять египетских ракетных катеров «Оса» атаковали израильские оборонительные позиции на севере Синая возле Рунами. Египетские катера успешно обстреляли израильские оборонительные сооружения и опорный пункт «Будапешт» из РСЗО и ракет П-15. Три израильских ракетных катера «Саар», патрулирующих побережье, попытались атаковать египтян. Только два катера из трёх смогли выпустить ракеты, причем ни одна из 11 выпущенных ПКР Gabriel, не попала в цель. Выполнив задачу египетские катера начали возвращаться, но по дороге были атакованы израильскими самолётами и вертолётами. По одним американским данным израильскому истребителю-бомбардировщику A-4 «Скайхок» удалось потопить один катер, в другом американском источнике говорится что все пять из пяти египетских катеров успешно вернулись в Александрию. В свою очередь вызванные на помощь египетские истребители МиГ-17 сбили израильский вертолёт Bell-205.
В ночь с 8 на 9 октября, в ходе морского боя при Дамиетте шесть израильских ракетных катеров были атакованы четырьмя египетскими ракетными катерами «Оса». Египетские катера выпустили 16 ПКР П-15, израильтяне применили средства РЭБ, в результате ни одна из ракет не попала цель, все израильские катера остались целыми. Израильтяне в ответ выпустили 12 ПКР Gabriel. Египетские катера, не имевшие средств РЭБ, начали активное маневрирование. От шести ракет удалось увернуться, но остальные шесть, по две в три катера попали в цель. Причем во всех случаях попаданий израильских ПКР было недостаточно для потопления, все катера добивались артиллерийским огнём. Четвёртый египетский катер увернулся от всех ракет у ушел в порт. Египтяне вызвали на помощь истребители-бомбардировщики, которые отогнали израильский флот.
В этот же день возвращающиеся израильские катера возле порта были атакованы одним египетским ракетным катером. Египетский катер выпустил ПКР и по египетским данным потопил один катер, после чего вернулся в свой порт.
Малочисленный сирийский флот активных атак не проводил и израильтяне решили окончательно его блокировать в Латакии. В ночь с 10 на 11 октября семь израильских ракетных катеров «Саар» подошли к Латакии. Три сирийских ракетных катера «Оса» обнаружив противника с максимальной дистанции выпустили 12 ракет П-15, израильтяне применили средства РЭБ и все ракеты не попали в цель. Сирийские катера отошли в порт. Израильские моряки, зная что в порту полно иностранных гражданских кораблей, открыли огонь по отступающим сирийским катерам. Восемь ПКР Gabriel было выпущено, две попали в два гражданских корабля, три промахнулись, две попали в одну «Осу», которая затонула и одна в ещё одну «Осу», которая также затонула.
Американский историк Джон Шлут насчитал что в ходе войны израильские катера «Саар» в трёх боях потопили 5 сирийских ракетных катеров «Оса». При том что сирийцы согласно navypedia.org имели всего 2 таких катера — №21 и №22, оба были потеряны. Согласно организации министерства обороны США WSEG (Группы оценки систем вооружения) в ходе всей войны Сирия потеряла всего лишь 1 ракетный катер «Оса» потопленным, больше ни потопленных, ни повреждённых сирийских катеров пр.205 не было.
Египетские ракетные катера «Оса» в ходе войны участвовали в трёх морских боях. По израильским данным в ходе этих столкновений лишь один израильский ракетный катер был повреждён, при этом по их утверждениям было уничтожено 5 египетских катеров. Однако, по египетским данным они потопили 3 израильских ракетных катера и 1 торпедный катер, потеряв 4 ракетных катеров всех типов уничтоженными и 1 повреждённым из 19 участвующих. В ходе войны среди египетских катеров пр.205 были потеряны 2 из 8: №323 и №390.
Подтверждаемые бортовыми номерами потери ракетных катеров проекта 205 в ходе войны составили 4 из 10 участвовавших арабских ракетных катеров «Оса».

## Ирано-иракская война (1980-1988)
Первые 4 ракетных катера «Оса-1» и 3 «Оса-2» Ирак получил в 1974 году. В 1975-1976 годах были получены ещё 5 катеров «Оса-2». Катера использовались ВМФ Ирака в ходе войны с Ираном.
- 20 сентября 1980 года произошёл первый известный морской бой с участием катеров проекта 205. Иракскими ракетными катерами «Оса» в ходе рейда в устье реки Шатт-эль-Араб был захвачен патрульный катер PBR иранской жандармерии. Чтобы отбить захваченный PBR иранцы подняли в воздух четыре вертолёта  AB.212ASW и два самолёта F-4E. Одному AB.212ASW удалось ракетой AS.12[англ.] повредить иракский катер, пилот вертолёта капитан Аскер Мохтаж, воодушевлённый попаданием в цель, во время доклада по рации не справился с управлением и врезался в линии электропередач, что привело к падению вертолёта и гибели экипажа из трёх человек. Бой закончился, для Ирана он стоил потери захваченного патрульного катера, упавшего вертолёта и трёх погибших, для Ирака — повреждённой и отремонтированной потом одной «Осы»[30].

- В сентябре 1980 года ракетными катерами «Оса» были потоплены два небольших судна из состава ВМС Ирана[31].

- 14 октября 1980 года  по направлению к иранскому порту Бендер-Аббас ракетами П-15 были уничтожены два иранских корабля — Буксир Payam и Лоцманское судно Navid, на "Навиде" погибло 5 человек, включая капитана Ядоллаха Холизаде[32].

- 18 октября 1980 года по направлению к заливу Ховр аль-Муса[англ.] ракетой П-15 был потоплен иранский патрульный катер класса Кейван[англ.] Mehran, было убито 11 из 15 членов экипажа. На помощь был отправлен патрульный катер такого же класса Tiran и самолёты F-4E «Фантом». В ходе спасательной операции Tiran взял на борт четырёх уцелевших членов экипажа, при этом летевшие пилоты иранских самолётов приняли спасательный иранский корабль за иракский и выпустили по нему ракету AGM-65 Maverick. Попадание привело к ужасным последствиям — «Фантомами» были убиты все четыре иранских моряка переживших иракскую атаку и практически весь экипаж катера Tiran, за исключением одного наблюдателя[33].

- 29 ноября 1980 года два иранских ракетных корвета класса «Каман» блокировали и атаковали иракские порты Аль-Фао и Умм-Каср (Операция «Морварид»). Для деблокирования Ирак отправил группу из пяти ракетных катеров «Оса». Согласно иранской версии событий, иранский корвет Paykan атаковал первым, выпустив две ракеты RGM-84 Harpoon и по одним утверждениям потопил два катера. Иракцы ответным огнём потопили двумя ракетами П-15 сам Paykan (водоизмещение 234 тонны), было убито 32 члена экипажа[34]. На помощь к иранцам вылетели несколько истребителей-бомбардировщиков F-4 «Фантом», которые ракетами AGM-65 Maverick согласно одному из западных источников поразили три оставшихся иракских катера, два из которых получили попадания по одной ракете, были повреждены и вышли из строя, третий получил попадания трёх ракет и затонул[35]. Согласно более современным западным данным в ходе этого боя ВМС Ирака потеряли лишь 2 ракетных катера «Оса», а не 5 как утверждалось ранее[36]. По иракским данным в ходе этого боя Иран потерял 3 катера и 1 фрегат[37]. После этого боя иракцы стали использовать ракетные катера намного более аккуратно и при поддержке с воздуха[35].

31 июля 1981 года командование ВМС Ирана издало директиву, в которой обозначило ракетные катера ВМС Ирака как главную угрозу, имеющую приоритет над всеми остальными, которая должна быть ликвидирована не важно какой ценой.
- 3 сентября 1982 года два иракских ракетных катера «Оса-2» вышли из военно-морской базы Умм-Каср на перехват морского конвоя из 25 танкеров, прикрываемых 2 фрегатами класса PF-103. Иракские катера потопили один танкер и успешно вернулись на базу[39].

- В ночь с 9 на 10 сентября 1982 года два иракских катера «Оса-2» в качестве приманки пошли к иранской военно-морской базе Бушир. Возле катеров на уровне моря летели два иракских вертолёта «Супер-Фрелон», вооружённых ПКР Exocet. При приближении к базе навстречу иракским катерам вышли два иранских фрегата класса PF-103 (водоизмещение 900 тонн). Иракские вертолёты поднялись над водой и потопили один иранский фрегат, второй развернулся и успел уйти назад[39].

- В 1982 году иракские ракетные катера «Оса» использовались для обстрела ракетами П-15 иранских нефтяных хранилищ на острове Харк. Ущерб от них был очень значительным. Иранцы специально передислоцировали на остров дополнительный ЗРК I-HAWK. В ходе следующих обстрелов иранские ЗРК сбили несколько выпущенных ракет П-15[40]. Ночью с 21 на 22 ноября 1982 года 3 ракетных катера «Оса» выпустили 5 ракет П-15 по кораблям возле Харка, потопив несколько иранских и иностранных кораблей[41]. Успехи заставили ВМС Ирака действовать активнее и в течение последующих нескольких месяцев иракские ракетные катера поражали и топили корабли в заливе Муса[англ.] и у острова Харк, нанесённый урон оказался очень значительным[42].

- 12 апреля 1983 года шесть иракских ракетных катеров «Оса» обстреляли иранские нефтяные платформы Абузар и Соруш. В первую нефтяную платформу попало 2 ракеты П-15, во вторую — 3 ракеты[43].

- В ночь с 1 на 2 мая 1983 года ракетный катер «Оса» добился прямого попадания ракетой П-15 в иранскую нефтяную платформу в районе месторождений Новруз[англ.], несколько человек было убито и ранено. Ещё три ракеты П-15 не попали в цель и одна была сбита пулемётом Браунинг. При этом один катер «Оса» был потоплен иранцами. После этого случая иракские ВМС прекратили нападения на иранские нефтяные платформы.[44].

- В 1984 году иракской ракетой П-15 был выведен из строя один корабль (не затонул)[45].

К концу войны у Ирака осталось 7 от 12 изначальных ракетных катеров «Оса».

## Война в Персидском заливе (1990-1991)
Применялись иракскими ВМФ. Перед войной с Кувейтом Ирак имел 5 ракетных катеров «Оса-2» и 2 «Оса-1».
Участвовали в ходе сражения за военно-морскую базу Кувейта у мыса Эль-Кулайа (رأس القليعة‎, гарнизон около 300 кувейтцев и 213 иностранных военнослужащих). В ходе него иракский ракетный катер «Оса» (75 морских пехотинцев) в одиночку захватил половину кувейтского флота (6 ракетных катеров, 3 транспорта и 8 десантных катеров). Один иракский катер был подбит в ходе войны (получил попадание и разбил винты о скалы).
В числе захваченных было 5 ракетных катеров класса TNC-45 (водоизмещение 228 тонн) Merija, Mashuwah, Istiqlal, Al Ahmadi и Al Mubareek и 1 ракетный катер типа TPB-57 (водоизмещение 350 тонн) Sabhan.
В ходе операции «Буря в пустыне», авиация коалиции нанесла повреждения или потопила 5 иракских ракетных катеров «Оса», в частности, 14 февраля одна «Оса» была потоплена в бухте города Кувейт самолётами A-6. Ещё 1 катер успел уйти в иранские территориальные воды. После окончания войны этот катер остался одним этого типа в составе иракских ВМС.